# Astarte

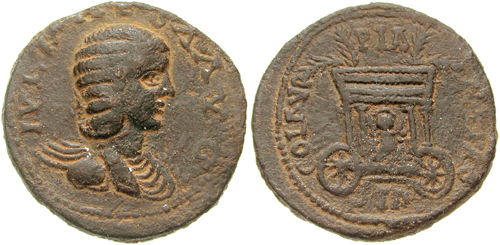
Giulia Mesa in una moneta coniata a Sidone. Al rovescio, la dea Astarte.

Astarte (in greco antico: Αστάρτη?, Astártē) fu una dea venerata nell'area semitica nord-occidentale. Un'altra translitterazione è ‘Ashtart; nella lingua ebraica biblica il nome è Ashtoreth (עשתרת), in ugaritico Atirat (anche ‘Aṯtart o ‘Athtart; traslitterazioni derivate da ‘ṯtrt), e in accadico As-tar-tu. 

## Descrizione
Astarte era la Grande Madre fenicia e cananea, sposa di Adon, legata al cielo notturno, alla fertilità, alla fecondità ed alla guerra e connessa con l'Ištar babilonese. I maggiori centri di culto furono Sidone, Tiro e Biblo.
Era venerata anche a Malta, a Tharros in Sardegna, ed Erice in Sicilia, dove venne identificata con Venere Ericina. Sempre in Sicilia, il nome Mistretta, un paese sui Nebrodi, deriva dal fenicio AM-ASHTART, ossia città di Astarte.

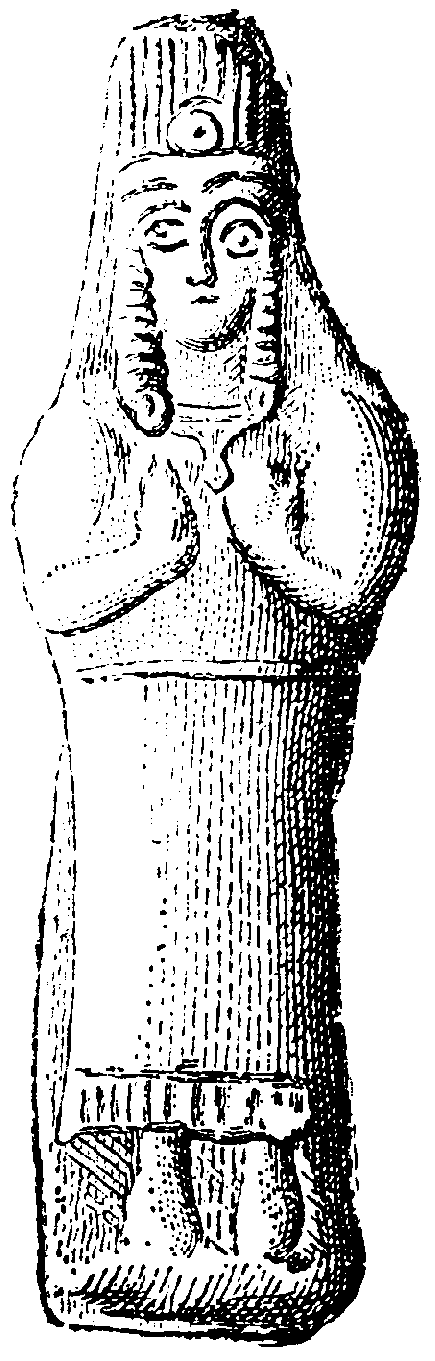
Astarte

Astarte entrò a far parte dalla XVIII dinastia egizia anche del pantheon religioso, dove venne identificata con Iside, Sekhmet ed Hathor. In età ellenistica fu accomunata alla dea greca Afrodite (Venere per i Romani), come Urania e Cipride (da Cipro, uno dei maggiori centri di culto di Astarte) e alla dea siriaca Atargatis (dea Syria per i Romani).
Importante tributo le viene reso da un nobile etrusco di Kaisra (Cerveteri), assimilata alla dèa Uni, le viene dedicato un tempio a Pyrgi (Santa Severa nel Lazio). Il testo bilingue etrusco/fenicio recita così:
'z 'š p‘l w'š ytn
tbry wln mlk'l
kyšry byrħ zbħ
šmš bmtn 'bbt wbn
tw k‘štrt 'rš bdy
lmlky šnt šlš 3 by
rħ krr bym qbr
'lm wšnt lm'š 'lm
bbty šnt km hkkbm»
che ha fatto e ha donato
Thefaries Velianas che regna su
Caere , durante il mese del sacrificio
al Sole, come un dono nel tempio.
Ed egli ha costruito un'edicola
una cella perché Astarte lo ha richiesto
durante il regno nell'anno terzo
nel mese di KRR, nel giorno della sepoltura
della divinità. 
Che gli anni a venire siano tanti e luminosi come le stelle per il cielo»
Suoi simboli erano il leone, il cavallo, la sfinge e la colomba.
Nelle raffigurazioni compare spesso nuda ed in quelle egiziane con ampie corna ricurve, sull'esempio di Hathor.
Il nome Astarte o Ashtoret compare spesso nell'Antico Testamento.
La differenza di pronuncia nell'ebraico biblico (‘Aštōret invece di ‘Ašteret) deriverebbe dalla sostituzione delle vocali del nome della divinità fenicia con quelle del termine bōshet ("vergogna").
A volte, come in Giudici 10, 6, si incontra la forma plurale ‘Aštērōt,  termine indicante probabilmente divinità femminili di origine straniera, come i "Ba‘alim" per Baal.
Per gli antichi ebrei, i quali erano circondati dai Cananei, essa era una divinità abominevole e la rappresentazione dell'idolo maligno nettamente in contrasto con Dio. Si legge nel Deuteronomio:
"Non pianterai alcun idolo d’Astarte, di qualsivoglia specie di legno, allato all’altare che edificherai all’Eterno, ch’è il tuo Dio." - Deuteronomio 16:21

## Santuari
- Ad Eryx, l'odierna Erice in Sicilia, si trova il Tempio di Venere Ericina, inizialmente dedicato ad Astarte dalle genti che fondarono la città.

## Influenza culturale

### Letteratura
- Manfred (protagonista dell'omonimo dramma di Lord Byron) è un giovane nobile che vive nelle Alpi svizzere, internamente torturato dal senso di colpa che riguarda la morte dell'amata Astarte.
- Nel libro Buona Apocalisse a tutti! (Good Omens) di Terry Pratchett e Neil Gaiman, la tata di Warlock è un diavolo chiamato Ashtoreth.
- Astarte è il titolo dell'ultima opera a fumetti, rimasta incompiuta, del fumettista e pittore Andrea Pazienza. Protagonista di tale opera è appunto Astarte un cane di razza molosso, che narra la sua vita come fedele alleato di Annibale durante la Seconda Guerra Punica.
- Nel volume Miss Marple e i tredici problemi di Agatha Christie è contenuto un racconto dal titolo Il tempio di Astarte.

### Videogiochi
- Astarte è un boss in Castlevania: Portrait of Ruin nell'area in stile egizio "Tomba Sabbiosa", qui è rappresentata e descritta come una donna di irresistibile bellezza, in grado di sedurre i personaggi maschili per aizzarli contro quelli femminili.
- Astarte in EVE Online è una Command Ship, Battlecruiser Tech II appartenente alla fazione Gallente Federation.
- Astarte in Divinity: Original Sin ricopre perfettamente il ruolo della dea madre, ha una parte fondamentale nella trama e risiede nell'ultima area della campagna single player: First Garden ("Giardino Originale").
- Astarte è una "Persona" ottenibile in Persona 5 attraverso il raggiungimento del "Confidant Empress rank 10" con Haru. Nella versione ludica, la dea possiede una carnagione scura e indossa una mezzaluna in fronte, la restante parte della corporatura oltre il bacino è rappresentata da un cranio con tre volti differenti.